# Aqueduc de l'Aqua Crabra
L’aqueduc de l'Aqua Crabra était un aqueduc romain alimentant la ville de Tusculum, au sud-est de Rome.

## Tracé
L'aquedecu mesurait 10 800 mètres de longueur depuis la source alors dite Aqua Crabra jusqu'à Tusculum. Cette source correspond à des ruisseaux nommés Angolosa et Canalicchio dans l'Italie contemporaine.
Le canal lui-même est appelé Marana en italien.

## Histoire
L'aqueduc est surtout connu pour avoir été le principal approvisionnement en eau de la maison de campagne de Cicéron. Celui-ci l'évoque dans son troisième discours sur la loi agraire contre Rullus, devant le peuple.
Frontin évoque cet ouvrage dans Des aqueducs de la ville de Rome.

## Sources